# بوب بنسون
بوب بنسون (بالإنجليزية: Bob Benson)‏ هو لاعب كرة قدم بريطاني (وحمل سابقاً جنسية المملكة المتحدة لبريطانيا العظمى وأيرلندا) في مركز الدفاع، ولد في 9 فبراير 1883 في المملكة المتحدة، وتوفي في 19 فبراير 1916 في لندن في المملكة المتحدة. شارك مع منتخب إنجلترا لكرة القدم. أما مع النوادي، فقد لعب مع شيفيلد يونايتد ونادي أرسنال ونادي ساوثهامبتون ونيوكاسل يونايتد.

## وصلات خارجية
- بوب بنسون على موقع ناشيونال فوتبول تيمز (الإنجليزية)
- بوب بنسون على موقع عالم كرة القدم.نت (الإنجليزية)